# Tartessops karimuensis
Tartessops karimuensis är en insektsart som beskrevs av Evans 1981. Tartessops karimuensis ingår i släktet Tartessops och familjen dvärgstritar. Inga underarter finns listade i Catalogue of Life.